# Gilbert de Strathearn
Gille Brigte ou Gilbert de Strathearn est le 3e comte de Strathearn, fl. de 1171 à sa mort en 1223

## Biographie
Gilbert est le mieux connu des premiers comtes de Strathearn. Il est le fils du comte Ferthet ou Ferchard et d'une épouse d'origine inconnue nommée Ethna. Il épouse une noble issue du baronnage anglo-normand Maud d'Aubigny fille de Guillaume d'Aubigny, avec laquelle il fonde en 1198 un prieuré de Chanoines réguliers de saint Augustin qui devient l'abbaye d'Inchaffray en  1220 ou 1221. Il épouse en secondes noces Ysenda, une dame qui possède le domaine de Glencarnie en Abercairny et qui a deux frères, Sir Richard et Galfric de Gask. Le roi Guillaume le Lion le dote des domaines de Kinveachy et de Strathspey peut-être en récompense de son aide contre Donald MacWilliam . De sa première union il laisse sept fils et trois filles :
- Gille Críst, qui détient les domaines de Kinveachy et Glencarnie, et meurt le 5 octobre 1198 ;
- William, (mort vers 1209) ;
- Ferchar, (mort vers  1209) ;
- Robert 4e comte de Strathearn, qui lui succède ;
- Fergus, seigneur de  Auchtermachany, (mort vers 1247) ;
- Malise (Máel ĺsu), seigneur de Rossie. D'une épouse inconnue il laisse deux fils, Malise et Nicholas ;
- Gille Brigte/Gilbert de Glencarnie, seigneur de  Glencarnie, dont un fils homonyme. Sa lignée se termine avec une héritière Matilde, qui est la mère de  Duncan (Donnchad) Grant de Freuchie, ancêtre des comtes de Seafield ;
- Matilda ou Maud, épouse Máel Coluim I, comte de Fife ;
- Cecilia, épouse de  Walter mac Alan Ruthven ((vivant en 1245, ancêtre des comte de Gowrie ;
- Eithne épouse de David de Haya (de la Hay) (vivant en 1237) 7e comte d'Erroll, ancêtre des comtes d'Erroll.

## Sources
- (en) Cynthia J. Neville   « Strathearn, Malise, sixth earl of Strathearn (b. c.1261, d. in or before 1317) », Oxford Dictionary of National Biography, Oxford University Press, 2004.
- The Scots Peerage, ed. James Balfour Paul, Vol VIII (Edinburgh: David Douglas, 1911), p. 241–4
- (en) Alasdair Ross « The Lords and lordship of Glencarnie » dans The exercice of power in Medieval Scotland c.1200-1500 Ouvrage collectif, Four Courts Press, Dunlin 2003  (ISBN 1851827498).
- (en) John.L.Roberts Lost Kingdoms Celtic scotland and the Middle Ages Edinburgh University Press (Edinburgh 1997)  (ISBN 0748609105) p. 55.